# Olimpiada szachowa 1968
Olimpiada szachowa 1968 rozegrana została w Lugano w dniach 18 października–7 listopada 1968 r.

## 18. olimpiada szachowa mężczyzn
Wyniki końcowe finałów A i B (53 drużyny, eliminacje w siedmiu grupach + cztery finały, system kołowy).
| Miejsce           | Kraj              | Punkty |
| ----------------- | ----------------- | ------ |
| Finał A (13 rund) |                   |        |
| 1                 | ZSRR              | 39½    |
| 2                 | Jugosławia        | 31     |
| 3                 | Bułgaria          | 30     |
| 4                 | Stany Zjednoczone | 29½    |
| 5                 | RFN               | 29     |
| 6                 | Węgry             | 27½    |
| 7                 | Argentyna         | 26     |
| 8                 | Rumunia           | 26     |
| 9                 | Czechosłowacja    | 24½    |
| 10                | NRD               | 24½    |
| 11                | Polska            | 23     |
| 12                | Dania             | 21     |
| 13                | Kanada            | 19     |
| 14                | Filipiny          | 13½    |

| Miejsce           | Kraj       | Punkty |
| ----------------- | ---------- | ------ |
| Finał B (13 rund) |            |        |
| 15                | Holandia   | 33½    |
| 16                | Anglia     | 33     |
| 17                | Austria    | 30½    |
| 18                | Izrael     | 30     |
| 19                | Hiszpania  | 28½    |
| 20                | Kuba       | 27     |
| 21                | Szwajcaria | 27     |
| 22                | Islandia   | 26     |
| 23                | Finlandia  | 24½    |
| 24                | Szwecja    | 22½    |
| 25                | Brazylia   | 21½    |
| 26                | Belgia     | 20½    |
| 27                | Mongolia   | 20     |
| 28                | Szkocja    | 19½    |

| Miejsce | Medaliści + skład reprezentacji Polski                                                                 |
| ------- | --- |
| 1       | Tigran Petrosjan, Borys Spasski, Wiktor Korcznoj, Jefim Geller, Lew Poługajewski, Wasilij Smysłow      |
| 2       | Svetozar Gligorić, Borislav Ivkov, Aleksandar Matanović, Milan Matulović, Bruno Parma, Dragoljub Čirić |
| 3       | Miłko Bobocow, Georgi Tringow, Nikoła Pydewski, Atanas Kołarow, Iwan Radułow, Pejczo Peew              |
|         | Jerzy Kostro, Jacek Bednarski, Zbigniew Doda, Włodzimierz Schmidt, Jan Adamski, Romuald Grąbczewski    |